# Ellen van Langen
Pour les articles homonymes, voir Ellen.
Ellen van Langen (née le 9 février 1966 à Oldenzaal aux Pays-Bas) est une athlète néerlandaise, spécialiste du 800 mètres.

## Biographie
Elle fut championne olympique lors des Jeux de 1992 à Barcelone dans l'épreuve du 800 mètres avec un temps de 1 min 55 s 54, temps qui sera sa meilleure performance de la distance au cours de sa carrière. Après ce titre, elle ne confirme pas en raison de nombreuses blessures et décide de prendre sa retraite sportive en 1998. Entre-temps, elle réussit à être diplômé en économie à l'Université d'Amsterdam.

### Palmarès
| Date | Compétition           | Lieu      | Résultat | Performance   |
| ---- | --------------------- | --------- | -------- | ------------- |
| 1990 | Championnats d'Europe | Split     | 4e       | 1 min 57 s 57 |
| 1992 | Jeux olympiques       | Barcelone | 1re      | 1 min 55 s 54 |
| 1995 | Championnats du monde | Göteborg  | 6e       | 1 min 58 s 98 |

### Records
| Épreuve    | Performance        | Lieu      | Date        |
| ---------- | ------------------ | --------- | ----------- |
| 800 mètres | 1 min 55 s 54 (RN) | Barcelone | 3 août 1992 |